# 岡村明美
岡村明美（日语：／ Okamura Akemi，1969年3月12日—），日本女性配音員。出身於東京都。Mausu Promotion所屬。身高162cm。O型血。

## 概要
本名：西園 明美（にしぞの あけみ）（舊姓：岡村）。
1990年東京廣播聲優學院畢業，畢業後進入江崎Production附屬培訓學校，1992年正式成為Mausu Promotion（2000年從江崎Production改名）所屬。

### 經歷
從小喜歡大聲朗讀，在國語（日語）課上大聲朗讀時會想到「對我」，或者在圖書館借圖畫故事書給妹妹和附近的孩子們閱讀。
入學考試失敗後，她以一生做自己想做的事，以及天生很喜歡朗讀，註冊了東京廣播學院。1990年畢業後加入Mausu Promotion附設培訓學校，1992年正式成為Mausu Promotion所屬。
在《金田一少年之事件簿》的「天草財寶殺人事件」中客串出演時，其演技吸引了東映動畫製作人清水真司的目光，因此受邀參加《ONE PIECE》的試鏡，扮演了娜美的角色。
已婚，2001年因為懷孕暫時停止了配音事業，這段期間，由同樣在《ONE PIECE》演娜美的義姊虹子，山崎和佳奈代演娜美。

### 人物、逸事
她從女孩到成年女性都有演過，有時也會扮演男孩的角色。
小學開始就一直在上書法學校，祖父是一名書法家。岡村本人也有書法教師文憑。
有一張圓臉，因此與她第一次見面的其他配音員說「臉圓，眼睛大……」時，會說「哦哦，是岡村啊」。
在因《紅豬》的錄音工作錄到很晚回家的路上，家在同一方向的宮崎駿開車送她，但宮崎駿之後似乎遇到塞車時，隔天讓音響監督很生氣。

### 關於《ONE PIECE》
於該作品女主角娜美的試鏡會上，她與日後負責索隆的中井和哉同組參加。
試鏡當天，交出的手稿是「惡龍領域篇」娜美向魯夫求助的場面。這個場景被認為是岡村自己扮演娜美最令人難忘的場景。此外，在與飾演騙人布的山口勝平的對話中，「娜美認為如果你說『救救我』，那個人就會死，所以我覺得我不應該尋求幫助。但是娜美找到了一個可以信任的同伴，可以說『救救我』」，她說在那個場景中，終於可以說出娜美想說但不能說的話，這對岡村自己而言這是最沉重和最難忘的。
她覺得娜美成為魯夫的「朋友」前後的區別是之後娜美可以發自內心地笑，哪怕笑一個，也是完全不同的。娜美現在可以追隨夢想了，因為有朋友們一直在指導。
對於娜美的性格，她說娜美是一個可以正確引導跑步男孩的人，一個可以為別人盡力而為的人，有實力不言而喻地把自己留在心裡。岡村自己說當是捷徑時更喜歡娜美，並說：「我有一張得意又可愛的臉，感覺我會去做！」。
準備扮演娜美時，她說她已經決定「不做決定」。起初演娜美時，她沒有什麼餘裕，她也回憶自己為養母貝爾梅爾被惡龍的子彈擊中倒下的場景中配音的情形，當時各種各樣的事情在腦海裡盤旋。還有，岡村演了2年後娜美的時候，導演要求稍微帶點性感，還說自己演這個角色很辛苦。
在為《ONE PIECE》配音時，因為腳本中寫的「THUNDERBOLT TEMPO」的措辭被田中真弓惡搞，她照原樣閱讀，所以覺得很尷尬。
在動畫《娜美特別篇》（2012年8月25日播出）中，這是一部時隔12年首次與「惡龍領域篇」打交道的電視作品。
岡村說，「娜美（魯夫的“朋友”）可以說『一定要來救我』，但我覺得娜美在成為魯夫的“朋友”之前回去也沒關係」。但是去錄音室聽了貝爾梅爾（日高範子）、源造（鹽屋浩三）和虹子（山崎和佳奈）的相同台詞時，然後立即回去」這她已經做到了。所以，岡村還將這部作品描述為「可以回到娜美原點的寶物」。

## 演出
粗體字表示主要角色。

### 電視動畫
1992年
- 卡利麥羅 (1992年版)（普莉西拉）
- 蠟筆小新（1992年—2021年，岩田沙奈江巡查、理香、中弘子、真由的媽媽、珍之介的媽媽、真倉側子、 等）
- 麵包超人（1992年—2021年，、〈第2代〉、蒙吉〈第5代〉）
- 超電動機械人 鐵人28號FX（主持人、貴子、保母）
- 緞帶魔法姬（由美子）
- 亂馬½ 熱鬥篇

1994年
- 卡拉OK戰士麥克次郎（日语：カラオケ戦士マイク次郎）（1994年—1995年，學生、小孩、女學生）
- 超變身俏妞（日语：超くせになりそう）（熊子）
- 霸王大系龍騎士（魯米娜）
- 咕嚕咕嚕魔法陣 (1994年版)（チュリカ）
- 魔天戰神（不知火[13]）
- 魯邦三世：燃燒吧斬鐵劍（日语：ルパン三世 燃えよ斬鉄剣）

1995年
- 鬼神童子ZENKI（南雲清）
- 獸戰士卡爾基巴（日语：獣戦士ガルキーバ）（莫里亞、火浦麻由）
- 十二生肖爆烈戰士（春鈴）
- 墮落三人組 楠屋敷的咕嚕咕嚕大人（日语：ズッコケ三人組#『ズッコケ三人組 楠屋敷のグルグル様』）（荒井陽子）
- 鬥魔鬼神傳ONI（日语：闘魔鬼神伝ONI）（深青[14]）
- NINKU -忍空-（美香）
- VR快打（女優）
- 夢幻遊戲（結蓮）
- 羅密歐的藍天（碧安卡·馬丁尼[15]）

1996年
- 天才寶貝（藤井淺子、竹中七海、真由美老師）
- （伊知割早苗[16]）
- 玩偶遊戲（羽山夏美）
- 灰姑娘物語（伊莎貝爾）
- 逮捕令（徹）
- 超者萊汀（日语：超者ライディーン）（宮本勝平）

1997年
- 無家可歸的孩子蕾米（女孩子）
- CLAMP學園偵探團（妹之山殘）
- 鬼太郎 (第4作)（幸美）
- 秀逗魔導士TRY（塞拉）
- 大運動會（米蘭達·阿卡·巴爾達）
- 橫行太保（渚乃夏海）
- 马赫GoGoGo1997年版（小純）

1998年
- 幸運女神 小不隆咚便利多多（蓓兒丹娣〈代演〉）
- Weiß kreuz（早坂美智）
- 吸血姬美夕（ユイリィ）
- 抓狂一族（大澤木櫻、上田信彥、仁媽媽）
- 丸少爺（石清水健太郎、電桃、牛丸 等）
- 超魔神英雄傳（梅莉）
- 神奇寶貝（村雨林道）
- 危險調查員（海倫）

1999年
- 心中有陽光（日语：いつも心に太陽を!）（母親）
- 此時此刻的我（松谷修造）
- 金田一少年之事件簿（最上葉月、桐島玲於奈）
- 快樂小丸日記（小花）
- 鋼鐵天使（香織）
- 麻辣教師GTO（上原杏子）
- 週刊故事樂園（日语：週刊ストーリーランド）（女生聲音、女人偶）
- 索斯機械獸（瑪麗亞·弗雷海特）
- ONE PIECE（1999年—，娜美[17]、蘇[18]、賽特[19][注 4]、貢貝[20]、阿菲蘭德拉、可可亞〈冒牌羅賓〉、賓什莫克·約吉士〈幼年〉）1系列 + 特別篇9作品[注 5]／娜美、賽特以外大多皆是以「粗忽屋東品川店」名義。

2000年
- 隨風飄的月影蘭（貓鐵拳的喵）
- 櫻花大戰TV版（藤井霞）
- 幽浮寶貝（庫夏娜）
- 時間飛船2000 怪盗閃亮超人（日语：タイムボカン2000 怪盗きらめきマン）（露比·哥魯德）
- 第一神拳（三上玲子）

2001年
- 小魔女DoReMi（2001年—2002年，万田順治、万田洋子）2系列[注 6]
- 幻影天使（小咪、草摩潑春〈幼年時期〉、少年）
- 魔法少女貓（日语：魔法少女猫たると）（道明寺杏子、柳）

2002年
- 我們這一家（2002年—2009年，小紫的媽媽、母親B、田中）
- 阿倍野橋魔法商店街（今宮沙也香、小鬼）
- 東京喵喵（萬里子）
- 馭龍少年（莎莉）
- 迷糊天使（早紗）
- Fortune Dogs（日语：ふぉうちゅんドッグす）

2003年
- 妮嘉尋親記（韋瑟）
- 高機動幻想 ～嶄新之行軍歌～（日语：ガンパレード・マーチ 〜新たなる行軍歌〜）（芝村舞）
- 釣魚迷日記（テデュー）
- 鈴鐺貓娘Nyo（フランソワうさだ）
- 哆啦A夢 (1979年版)（佐渡壽子）
- 人生交叉點（染谷健一〈幼年〉）
- 神奇寶貝超世代（2003年—2005年，米歇爾、莉莉安）
- 愛的魔法（老闆娘〈留美子〉、繪里）
- 妄想科學美少女（YOKOMAKI、九十九不緣）

2004年
- 阿嘉莎·克莉絲蒂的名偵探白羅與瑪波（威尼斯·卡）
- 戀風（千鳥要）
- 魔法少年賈修（基度（日语：キッドとナゾナゾ博士）、高橋真美子）
- 星球流浪記（露娜的母親）
- 馳風競艇王（日语：モンキーターン (漫画)）（萩原麻琴、實況播報員）2系列
- 勇午 ～交涉人～（路巴）
- Legendz 龍王甦醒傳說（酒造·松谷）

2005年
- ARIA The ANIMATION（阿加莎）
- 哆啦A夢 (水田山葵版)（2005年—2014年，蒲公英、人魚公主的母親、女店主〈幸子的母親〉、男孩子、鋼琴老師）
- 到另一個你的身邊去（上乃木明日香、阿特里〈少年時期〉）
- 光之美少女Max Heart（大輝）
- MONSTER（安娜、托馬斯）

2006年
- 彩雲國物語（珠翠、劉輝〈幼年時期〉）
- 地獄少女（湊藤江）
- 灼眼的夏娜（2006年—2012年，初代“炎發灼眼的殺手”瑪蒂達·桑特美爾）2系列
- 人造昆蟲KABUTOBORG V×V（2006年—2007年，謝麗爾、銀次／食堂大嬸）
- NANA（小松奈緒〈小松奈奈的姊姊〉）
- 光之美少女Splash Star（芙芙、霧生薰〈第2代〉）
- 怪傑佐羅利（可可）
- 蟲師
- 妖怪人間貝姆 (2006年版)（哈比）

2007年
- 風之少女艾蜜莉（佩里·米勒）
- GO！純情水泳社！（沖浦要的母親）
- 鋼鐵神吉克（身堂龍子）
- D.Gray-man（克勞迪婭）
- Devil May Cry（愛麗絲）
- 飛天小女警Z（赤提柿子）
- 神奇寶貝鑽石&珍珠（土星）
- 戀愛情結（小泉理沙）
- 魔法人力派遣公司（御凪鎬）

2008年
- 超能力少女「蘭」（磯崎玲奈[21]）
- 夏目友人帳（2008年—2016年，丙）5系列
- 洋蔥和尚朝太郎（日语：ねぎぼうずのあさたろう）（阿照）
- 野良耳2（日语：のらみみ）
- 魔人偵探腦嚙涅羅（露木櫻）

2009年
- 閃亮雙胞胎（美智子老師、少年A）
- 寵物反斗星（2009年—2014年，真紀子、咖啡廳媽媽、老師）4系列
- 鋼之鍊金術師 FULLMETAL ALCHEMIST（帕妮孃）
- 發現·體驗·我喜歡巧虎！
- 名偵探柯南（2009年—2016年，平良靖枝、平良靖枝、北尾留海、小柳綠）
- 遊☆戲☆王5D's（芭芭拉）

2010年
- 海月姬（瑪雅雅）
- 書家（日语：書家 (テレビアニメ)）（月影）

2011年
- X戰警 (2011年動畫)（日语：エックスメン (2011年のアニメ)）（久子的母親）
- SHIN-MEN（日语：SHIN-MEN）（馬曼）
- 紙箱戰機（2011年—2013年，真野晶子、山野真理惠、夏娃）2系列
- 數碼寶貝合體戰爭 ～穿越時空的少年獵人們～（櫂時雄）

2012年
- 元氣少女緣結神（龜姬[22]
- 機動戰士鋼彈AGE（伊拉·羅斯）

2013年
- 宇宙戰艦大和號2199（蜜蕾妮爾·琳凱[23]）[注 7]
- 美食獵人×ONE PIECE×七龍珠Z 超夢幻合作特別篇!!（娜美）

2014年
- Aikatsu！偶像活動！（新條雛姬的媽媽）
- 少年好萊塢 -HOLLY STAGE FOR 49-（日语：少年ハリウッド）（紺野美希）
- Happiness Charge 光之美少女！（霍茜娃／星和歌子、羽毛天使）
- HUNTER×HUNTER (新版)（女主播）
- 神奇寶貝XY（林賽）
- 每度！抓狂一族（江戶五郎、山田真夜）
- 魔神之骨（龍神智惠）
- 目隱都市的演繹者（Shion／小櫻紫苑）

2015年
- 金田一少年之事件簿R（禪田美瑠久）

2016年
- 只有我不存在的城市（雛月加代的母親）

2017年
- sin 七大罪（十束真莉亞的母親）

2018年
- 童話魔法使（2018年—2019年，學園長[24]）
- 龍族拼圖（2018年—2021年，明石千里）
- 信長的忍者（阿盈[25]）
- 書店裡的骷髏店員本田（盔甲[26]、蜜雪兒、母親）

2019年
- 明治東京戀伽（有馬）
- 不愉快的妖怪庵 續（葵[27]）
- ROMANCE DAWN（安[28]）

2020年
- 熊熊勇闖異世界（寶）

2021年
- 平穩世代的韋駄天們（琳[29]）

2023年
- 希望之力～成年光之美少女'23～（霧生薰／風之薰[30]）

2025年
- 完美到難以接近的聖女遭到解除婚約後被賣到鄰國（修道女）

### 電影動畫
1992年
- 紅豬（菲奧·保可洛）

1999年
- GUNDRESS（日语：ガンドレス）（瑪西婭·淺野）

2000年
- ONE PIECE 黃金島大冒險（娜美）

2001年
- 櫻花大戰 活動寫真（日语：サクラ大戦 活動写真）（藤井霞）
- ONE PIECE 發條島的冒險（娜美）
  - 傑克斯的狂歡舞會（娜美）

2002年
- 6 ANGELS（日语：シックス・エンジェルズ）（多麗絲·尼古拉斯）
- 數碼寶貝04無限地帶：古代聖獸（奧尼斯獸）復活!!（小熊獸）
- ONE PIECE 珍獸島之喬巴王國（娜美）
  - 夢幻足球王（娜美）

2003年
- ONE PIECE 死亡盡頭的冒險（娜美）

2004年
- PARASITE DOLLS -劇場版-（日语：A.D.POLICE#PARASITE DOLLS）（麥可遜）
- ONE PIECE 被詛咒的聖劍（娜美）

2005年
- ONE PIECE 祭典男爵與神祕島（娜美）

2006年
- 劇場版 光之美少女Splash Star：滴嗒危機一髮！（芙芙）
- ONE PIECE 機關城的機械巨兵（娜美）

2007年
- ONE PIECE 阿拉巴斯坦戰記 沙漠王女與海賊們（娜美）

2008年
- ONE PIECE THE MOVIE 喬巴身世之謎：冬季綻放、奇跡的櫻花（娜美）

2009年
- 劇場版 光之美少女 All Stars DX：大家都是朋友☆奇蹟的全員大集合！（芙芙）
- ONE PIECE FILM STRONG WORLD（娜美）

2010年
- 劇場版 光之美少女 All Stars DX2：希望之光☆守護彩虹寶石！（芙芙、霧生薰）

2011年
- 劇場版 光之美少女 All Stars DX3 傳達到未來！連結世界☆彩虹之花！（芙芙）
- ONE PIECE 3D 追逐草帽大冒險（娜美）

2012年
- 虹色螢火蟲 ～永遠的暑假～（日语：虹色ほたる 〜永遠の夏休み〜）（裕太的母親）
- 浮浮啾啾（媽媽）
- ONE PIECE FILM Z（娜美）

2016年
- ONE PIECE FILM GOLD（娜美）

2018年
- 名偵探柯南：零的執行人（廣播A）
- 劇場版 夏目友人帳（2018年—2021年，丙[31][32]）2作品

2019年
- 劇場版 KORASHO：海底興奮大冒險！（日语：コラショ）（[33]）
- ONE PIECE STAMPEDE（娜美）

2022年
- ONE PIECE FILM RED（娜美）

2024年

劇場版 排球少年！！ 垃圾場的決戰（黑尾鐵朗-幼年）

2025年
- 電影 可愛巧虎島 巧虎與勇氣之歌[34]

### OVA
1993年
- 亞爾斯蘭戰記 汗血公路（伊莉娜）
- 怪醫黑傑克（後藤香）

1994年
- 1、2、3（キングキドラ三郎）

1995年
- 學校的幽靈
- 玩偶遊戲（來海麻子）
- YAMATO2520（羅絲、咪咪）

1996年
- BURN-UP W（千里）

1997年
- AIKa（ミナ·エツコ）
- 櫻花大戰 櫻華絢爛（藤井霞）
- 大運動會（米蘭達·阿卡·巴爾達）

1998年
- 10匹青蛙（カンガエル）
- HUNTER×HUNTER (試映版)（米特）
- A KITE（砂羽）※18禁作品，「鳴瀨琴美」名義

1999年
- 櫻花大戰 轟華絢爛（藤井霞）

2000年
- MEZZO FORTE（日语：MEZZO -メゾ-）（桃井桃美）
- 世間恐怖的格林童話（彼得（糖果屋）、瑪麗安妮（藍鬍子）、卡特琳娜（灰姑娘））

2001年
- 動畫製作進行黑美（日语：アニメーション制作進行くろみちゃん）（深水葵、健）

2002年
- 櫻花大戰 神崎菫 引退紀念（日语：サクラ大戦 神崎すみれ 引退記念 す・み・れ）（藤井霞）

2003年
- PARASITE DOLLS（日语：A.D.POLICE#PARASITE DOLLS）（麥可遜）

2004年
- 低俗靈DAYDREAM（日语：低俗霊DAYDREAM）（藍的姊姊）

2007年
- 交響曲傳奇 THE ANIMATION 希爾瓦蘭特篇（藤林椎名）

2008年
- ONE PIECE ROMANCE DAWN STORY（娜美）
- KITE LIBERATOR（向井小夏）

2010年
- 快打旋風IV（母親）[注 8]
- 交響曲傳奇 THE ANIMATION 泰瑟亞蘭篇（藤林椎名）

2011年
- SUPERNATURAL：THE ANIMATION（伊娃）
- 交響曲傳奇 THE ANIMATION 世界統合篇（藤林椎名）

2015年
- 要聽爸爸的話（莎夏）

2017年
- 夏目友人帳 遊戲之宴（丙）

### 網路動畫
- 泡泡糖忍戰 美麗的入侵者（2020年，大嬸）

### 遊戲
1995年
- 制服傳說Pretty Fighter X（日语：制服伝説 プリティ・ファイター）（綠川南）
- PHILOSOMA（日语：フィロソマ (シューティングゲーム)）（凱倫·雷諾克斯）

1996年
- Chaos Control（潔西卡·達克希爾）
- 櫻花大戰（藤井霞）
- FIST（土月真澄）

1997年
- Cross Romance 戀愛與麻雀與花札（夏目沙也加）
- 櫻花大戰 蒸氣電台秀（藤井霞）
- 櫻花大戰 花組通信（藤井霞）
- 續·初戀物語 ～修學旅行～（日语：続 初恋物語 〜修学旅行〜）（中山芹香）
- 花組對戰方塊（日语：花組対戦コラムス）（藤井霞）

1998年
- 鐵甲飛龍 RPG（謝拉）
- 櫻花大戰2 ～願君平安～（藤井霞）
- 櫻花大戰 帝擊俱樂部（藤井霞）
- 異域神兵（接線員）
- Back Gainer（麻生鈴音）

1999年
- 第3次超級機器人大戰CB（明日香麗）
- 火魅子傳 ～戀解～（日语：火魅子伝 〜恋解〜）（上乃）
- 龍騎士傳說（日语：レジェンド オブ ドラグーン）（夏娜）
- Lord of Monsters（日语：ロードオブモンスターズ）（PS版）（兀兒德）

2000年
- 高機動幻想 機甲槍兵（日语：高機動幻想ガンパレード・マーチ）（芝村舞）
- 櫻花大戰 花組對戰方塊2（藤井霞）
- 超級機器人大戰α（明日香麗）

2001年
- 鬼武者（雪姬）
- 蚊（日语：蚊 (ゲーム)）（高嶋綾香）
- 正義的夥伴（日语：正義の味方 (ゲームソフト)）（結城彌生）
- DI GI Charat Fantasy ～仲夏夜之夢～（日语：デ・ジ・キャラット ファンタジー）（鈴）
- 莉莉的鍊金工房 ～薩爾博格之鍊金術士3～（海德薇希·馬克斯海姆）
- From TV animation ONE PIECE 偉大航路之爭！（日语：ONE PIECE グランドバトル!）（娜美）
- From TV animation ONE PIECE 飛吧海賊團！（日语：ONE PIECE とびだせ海賊団!）（娜美）

2002年
- 銀河天使（希娃·川斯瓦）
- 櫻花大戰4 ～戀愛吧少女～（藤井霞）
- From TV animation ONE PIECE 偉大航路之爭！2（日语：ONE PIECE グランドバトル! 2）（娜美）
- From TV animation ONE PIECE 寶藏之戰！（娜美）

2003年
- 永遠的伊蘇 I·II（日语：イースI・II#イースI・IIエターナルストーリー）（蕾雅）
- 櫻花大戰 ～熾熱之血～（藤井霞）
- 交響曲傳奇（藤林椎名）
- From TV animation ONE PIECE 海洋之夢！（娜美）
- ONE PIECE 偉大航路之爭！3（日语：ONE PIECE グランドバトル! 3）（娜美）

2004年
- 魔法少年賈修 友情搭檔作戰（日语：金色のガッシュベル!! 友情タッグバトル）（基度（日语：キッドとナゾナゾ博士））
- 魔法少年賈修!! 友情搭檔火力全開（日语：金色のガッシュベル!! 友情タッグバトル フルパワー）（基度）
- 魔法少年賈修 激鬥！最強的魔物們（日语：金色のガッシュベル!! 激闘!最強の魔物達）（基度）
- 魔法少年賈修 友情的電擊2（日语：金色のガッシュベル!! うなれ!友情の電撃2）（基度）
- 3年B班金八老師 成為傳說中的教師！（廣澤凜子）
- 鋼之鍊金術師2 紅色靈藥的惡魔（日语：鋼の錬金術師2 赤きエリクシルの悪魔）（艾爾瑪）
- 真名法典（日语：マグナカルタ (ゲーム)）（蕾哈斯）
- 龍王傳說：激鬥！傳說之戰（修）
- ONE PIECE Land Land！（娜美）

2005年
- 星際牛仔 追憶的夜曲（日语：カウボーイビバップ 追憶の夜曲）（碧安卡）
- 編碼時代指導者 ～繼承者與被繼承者～（日语：コード・エイジ コマンダーズ）（咪姆）
- 魔法少年賈修 友情搭檔作戰2（日语：金色のガッシュベル!! 友情タッグバトル#金色のガッシュベル!! 友情タッグバトル2）（基度）
- 魔法少年賈修 友情的電撃 Dream Tag Tournament（日语：金色のガッシュベル!! うなれ!友情の電撃 ドリームタッグトーナメント）（基度）
- 魔法少年賈修 魔鬼對戰（基度）
- 櫻花大戰5 ～再見，吾愛～（日语：サクラ大戦V 〜さらば愛しき人よ〜）（藤井霞）
- 時空幻境 魔幻迷宮3（日语：テイルズ オブ ザ ワールド なりきりダンジョン3）
- Twelve ～戰國封神傳～（日语：Twelve〜戦国封神伝〜）（八型）
- Little Aid（日语：Little Aid）（廣瀨希世子、勅使河原京香、匣里都）
- RACING BATTLE -C1 GRAND PRIX-（日语：レーシングバトル -C1 GRAND PRIX-）（畫面說明旁白）
- ONE PIECE 偉大航路之爭！RUSH（日语：ONE PIECE グラバト! RUSH）（娜美）
- Fighting For ONE PIECE（娜美）
- ONE PIECE 海盜嘉年華（日语：ONE PIECE パイレーツカーニバル）（娜美）

2006年
- 高機動交響曲GPO（芝村舞）
- 霸天開拓史2 創始之翼與諸神之子（日语：バテン・カイトスII 始まりの翼と神々の嗣子）
- 戰鬥競技場D.O.N（日语：バトルスタジアムD.O.N）（娜美）

2007年
- 經典傳奇Vol.2（日语：テイルズ オブ ファンダム Vol.2）（藤林椎名）
- 美少女夢工場5（吉普）
- ONE PIECE 無限冒險（日语：ONE PIECE アンリミテッドアドベンチャー）（娜美）
- ONE PIECE 靈魂檔位（娜美）

2008年
- 交響曲傳奇 -拉塔特斯克的騎士-（藤林椎名）
- 戲劇性迷宮櫻花大戰 ～因為有你～（日语：ドラマチックダンジョン サクラ大戦 〜君あるがため〜）（藤井霞）
- SUNRISE大戰（日语：バトルオブサンライズ）（英格麗德·哈爾德）
- ONE PIECE 無限巡航 Episode:1 -波浪中的秘寶-（日语：ONE PIECE アンリミテッドクルーズ）（娜美）
- ONE PIECE ONEPY B MATCH（日语：ワンピーベリーマッチ）（娜美）

2009年
- ONE PIECE 無限巡航 Episode:2 -覺醒的勇者-（日语：ONE PIECE アンリミテッドクルーズ）（娜美）

2010年
- ONE PIECE 大決戰！（日语：ONE PIECE ギガントバトル!）（娜美）

2011年
- 世界傳奇 光明神話3（日语：テイルズ オブ ザ ワールド レディアント マイソロジー3）（藤林椎名、英雄聲音）
- ONE PIECE 大決戰！2 新世界（日语：ONE PIECE ギガントバトル! 2 新世界）（娜美）

2012年
- 闇龍紀元II（雅帆琳）
- 火焰之紋章 覺醒（愛梅莉娜[35]、亨利）
- ONE PIECE 海賊無雙（2012年—2020年，娜美[36]）4作品[注 9]
- ONE PIECE ROMANCE DAWN 冒險的黎明（日语：ワンピース ROMANCE DAWN 冒険の夜明け）（娜美）

2013年
- 時空幻境 交響曲傳奇 同音包（日语：テイルズ オブ シンフォニア ユニゾナントパック）（藤林椎名）
- ONE PIECE 無限世界 赤紅（日语：ONE PIECE アンリミテッドワールド レッド）（娜美）

2014年
- 里奧的財富（瑪蒂達[37]）
- ONE PIECE 超級偉大航路之爭！X（娜美）
- ONE PIECE 秘寶尋航（娜美）
- ONE PIECE KINGS（娜美）

2015年
- 超級機器人大戰BX（艾娜·羅斯）
- 極品飛車 (2015年遊戲)（艾咪）

2016年
- 祭物與雪之剎那（吉爾）
- 世界樹迷宮V 漫長神話的盡頭（梅莉娜）

2017年
- 火焰之紋章 英雄（2017年—2020年，亨利、愛薇爾、艾美莉娜、布莉姬德）

2018年
- 真紅之焰 真田忍法帳（日语：真紅の焔 真田忍法帳）（淀之方）

2019年
- 時空幻境 鏡光傳奇 Mirrage Prison（日语：テイルズ オブ ザ レイズ）（藤林椎名）
- 魔法少年賈修 Golden Memories（基度[38]）
- 聖火降魔錄 風花雪月（科爾娜莉亞）

2020年
- 碧藍幻想（杜納[39]）

2021年
- 言靈戰士（日语：共闘ことばRPG コトダマン）（基度）

### 廣播劇CD
- EREMENTAR GERAD 廣播劇CD 第1～3卷（奇雅〈奇理特·恩芭提理雅〉）
- 隨風飄的月影蘭 CD劇場「CD。」（貓鐵拳的喵）
- 高機動幻想 ～嶄新之行軍歌～（日语：ガンパレード・マーチ 〜新たなる行軍歌〜）系列（芝村舞）
  - 高機動幻想 ～嶄新之行軍歌～ Vol.1～Vol.4
  - 高機動幻想 ～嶄新之行軍歌～ SPECIAL Vol.1～2
- 高機動幻想 機甲槍兵（日语：高機動幻想ガンパレード・マーチ）系列（芝村舞）
  - 原聲廣播劇1 夢散幻想 1～4
  - 原聲廣播劇5 少女幻想
  - 原聲廣播劇6 英雄幻想 1～3
  -  1～2
- 大白熊熱戀中 （茱利、海豹的母親、白熊的母親）[注 10]
- 花宵羅曼史（日语：花宵ロマネスク）系列（城崎優子）
- G奇幻漫畫CD精選 火焰之紋章 暗黑龍與光之劍（蕾娜、少年時代的馬利克）
- 閃電霹靂車系列（麗莎·海尼爾）
  - 閃電霹靂車 SAGAII ROUND3 鋼鐵的Meister Singer
  - 閃電霹靂車 SAGAII ROUND4 Lady!!
- 放學後的湯姆歷險記（日语：放課後シリーズ#CD）（U學園少女）
- 丸川家的貓系列（オハナさん）
  - 丸川家的貓
  - 丸川家的貓 第二席
- 廣播劇CD 出雲傳奇（日语：八雲立つ） 音盤物語（春實）
- 狂野歷險2 Wild Arms 2nd 廣播劇原聲帶（日语：ワイルドアームズ セカンドイグニッション#ドラマCD）

### 外語配音

#### 電影
- 脫線家族2（英语：A Very Brady Sequel）（揚·布雷迪〈珍妮佛·伊莉斯·考克斯（英语：Jennifer Elise Cox）〉）
- 阿達一族（蘇珊·菲爾金斯〈萊拉·艾維（英语：Lela Ivey）〉）※日本電視台版。
- 空軍一號（愛麗絲·馬歇爾〈莉賽·麥修（英语：Liesel Pritzker Simmons）〉[40]）※日本電視台版。
- 城市風雲（英语：American Heart (film)）（莫莉〈崔西·卡平斯基〉）
- 美國總統（露西·謝帕德〈肖娜·沃德朗（英语：Shawna Waldron）〉）
- 地球末日（英语：Asteroid (film)）（艾略特·麥基〈扎克·查爾斯〉）※影碟版。
- 貝武夫（英语：Beowulf (1999 film)）（凱拉〈蘿娜·米莎〉）
- 霹靂炮3（英语：Beverly Hills Cop III）（售票員）※富士電視台版。
- 火爆任務（英语：Black Dog (film)）（泰莉·克魯斯〈艾琳·布羅德里克（英语：Erin Broderick）〉）※影碟版。
- 黑俠（崔蒔〈莫文蔚〉）
- 瀟灑有情天
- 鬼馬小精靈（英语：Casper (film)）（安柏·惠特米〈潔西卡·韋森（英语：Jessica Wesson）〉）※日本電視台版。
- 城市滑頭 ※東京電視台版。
- 燃眉追擊 ※朝日電視台版。
- 女狼俱樂部（英语：Coyote Ugly (film)）（格洛麗亞〈梅蘭妮·林斯基〉）
- 魔俠震天雷 ※朝日電視台版。
- 飛行教室（德语：Das fliegende Klassenzimmer）（喬納森·特羅茨〈浩克·迪坎普（德语：Hauke Diekamp）〉）
- 與冤家約會（英语：Dating the Enemy）（塔什〈克勞蒂亞·卡凡（英语：Claudia Karvan）〉）
- 真愛向前行（英语：Disappearing Acts）（左拉·班克斯〈莎娜·拉森（英语：Sanaa Lathan）〉）
- 龍的世界（貝絲·阿姆斯壯〈布蘭妮·鮑威爾（英语：Brittney Powell）〉）
- 灰姑娘，很久很久以前（英语：Ever After）（瑪格麗特·德·亨特〈梅根·杜德斯（英语：Megan Dodds）〉）
- F.L.E.D.亡命悍將（英语：Fled）（辛蒂·韓德森〈布蘭妮·鮑威爾〉）
- 絕命終結站（泰莉·錢妮〈亞曼達·黛特莫（英语：Amanda Detmer）〉）※朝日電視台版。
- 火光（露易莎·古德溫〈多米尼克·貝爾考特〉）
- 返家十萬里 ※朝日電視台版。
- 沙漠血吻（英语：The Forsaken (film)）（梅根〈伊莎貝拉·米科（英语：Izabella Miko）〉）
- 親愛的，我把孩子放大了（英语：Honey, I Blew Up the Kid）（曼蒂·帕克〈凱莉·羅素〉）※日本電視台版。
- 小姐好辣（英语：The Hot Chick）（四月〈安娜·法瑞絲〉）
- 精池塘（英语：Hugo Pool）（胡戈·杜蓋〈艾莉莎·米蘭諾〉）
- 交集（英语：Intersection (1994 film)）（梅根·伊士曼〈珍妮佛·莫里遜〉）
- 夜訪吸血鬼（伊薇特〈譚蒂·紐頓〉）※影碟版。
- 靈異魔咒 ※NHK-BS2版。
- 正當防衛（英语：Just Cause (film)）（凱蒂·阿姆斯壯〈史嘉蕾·喬韓森〉）※影碟版。
- 坎薩斯情仇（布朗蒂·奧哈拉〈珍妮佛·傑森·李〉）
- 金剛 (1976年電影) ※日本電視台版。
- La indocumentada（伊莉莎白）
- 時間裂縫（瑞典语：Langoljärerna）（蒂納·貝爾曼〈凱特·馬伯利（英语：Kate Maberly）〉）※NHK版。
- 致命武器3（英语：Lethal Weapon 3）（嘉莉·默托〈埃博妮·史密斯（英语：Ebonie Smith）〉）※影碟版。
- 靈幻少女（恬恬〈劉致妤〉）※VHS版。
- 玫瑰少年（柔艾·法布爾〈克里斯蒂娜·巴吉特〉）
- 一個頭兩個大（英语：Me, Myself & Irene）（蕾拉·貝利蓋茨〈崔拉·霍華德（英语：Traylor Howard）〉）
- 布偶占領曼哈頓（英语：The Muppets Take Manhattan）（珍妮〈朱莉安娜·唐納德（英语：Juliana Donald）〉）※Sony Pictures版。
- 音樂殭屍（珠珠〈李麗珍〉）
- 小鬼初戀 ※影碟版。
- 血的遊戲（英语：No Retreat, No Surrender） ※日本電視台版。
- 鬼哭神號（達納·費林〈多米尼克·鄧恩（英语：Dominique Dunne）〉）※TBS版。
- 悲憐上帝的小女兒（德爾芬〈黛爾芬·西爾茨〉）
- 麻雀變鳳凰（科特·德·魯卡〈蘿拉·珊·賈克莫（英语：Laura San Giacomo）〉[41]）※朝日電視台版。
- 天兵總動員（英语：Renaissance Man (film)）（埃米莉·拉格〈阿萊娜·烏巴赫（英语：Alanna Ubach）〉）
- 機器戰警3（英语：RoboCop 3）（尼科·哈洛蘭〈雷米·萊恩（英语：Remy Ryan）〉）※東京電視台版。
- 羅馬假期（安妮長公主〈奧黛麗·赫本〉）※公有領域DVD版。
- 辣妹愛宅男（瑪莉〈琳賽·史隆（英语：Lindsay Sloane）〉）
- 無敵戰將（英语：Sidekicks (1992 film)）（勞倫〈丹妮卡·麥凱勒（英语：Danica McKellar）〉）
- 六絃武士（英语：Six-String Samurai）（基德〈賈斯汀·麥奎爾〉）
- 親親小媽（英语：Stepmom (1998 film)）（安娜·哈里森〈吉娜·瑪隆〉）
- 美麗蹺佳人
- 笑傲江湖II 東方不敗2（岳靈珊〈李嘉欣〉）
- 終極殺陣2（英语：Taxi 2）（莉莉·寶丁諾〈瑪莉安·歌迪雅〉）※富士電視台版。
- The Thirsting（法语：The Thirsting）（莉俐絲／凱瑟琳〈蒂娜·克勞斯（英语：Tina Krause）〉）
- 三更2（媚姨〈白靈〉）
- 海雲臺（李惟珍〈嚴正化〉）
- 迫切的任務（英语：True Crime (1999 film)）（珍·瑪奇〈悉尼·塔米亞·普瓦捷（英语：Sydney Tamiia Poitier）〉）※日本電視台版。
- 代溝（英语：Unhook the Stars）（安·瑪莉·瑪格麗特·“安妮”·霍克〈莫伊拉·凱莉〉）
- 韋斯特布裏克謀殺案（日语：ガン&スピリット）（芭芭拉〈安娜·巴德（英语：Anna Bård）〉）
- 戀戀情深（艾蓮·格拉佩〈瑪麗·凱特·謝爾哈特（英语：Mary Kate Schellhardt）〉）

#### 電視影集
- 大偵探波洛：第三個單身女郎（弗朗西絲·卡莉〈瑪蒂爾達·斯圖里奇（英语：Matilda Sturridge）〉）
- 美國哥德式（英语：American Gothic (1995 TV series)）（梅爾恩·坦普爾〈莎拉·保羅森〉）
- 古堡情怨（英语：Covington Cross）（亞歷珊卓·穆倫斯〈勞拉·霍華德（英语：Laura Howard）〉）
- 急診室的春天（第1季：傑米·亨德里克斯〈布麗姬·布蘭納（英语：Brigid Brannagh）〉、第2季：莉亞、第3季：布里姬特、第4季：吉納、第5季：莎拉、第6季：羅比·埃德爾斯坦〈安東·葉爾欽〉、第7季：泰德）
- 歡樂滿屋 (第5季～第8季)（亞倫·貝利〈米卡·休斯（英语：Miko Hughes）〉）
- 歡樂家庭（黛比〈麗莎·卡普斯〉）
- 白色巨塔（康雯麗〈廖珮伶〉）
- 卡珊卓拉（英语：Kassandra (TV series)）（安德蓮娜·阿羅察／卡珊卓拉〈柯拉瑪·托雷斯（英语：Coraima Torres）〉）
- 五個孩子和鳳凰與魔毯（英语：The Phoenix and the Carpet (1997 serial)）（羅伯特·巴斯塔布爾〈伊萬·貝里〉）
- 清秀小佳人（英语：Road to Avonlea）（費莉西蒂·琴恩〈葛瑪·山普拉格納（英语：Gema Zamprogna）〉）
- 三國演義（貂蟬）※國際Standard版。
- 西雅圖夜未眠（客室乘務員）※富士電視台版。
- 帕瓦特·奧特曼（凱倫·米勒）
- 許願骨（英语：Wishbone (TV series)）（大衛·巴恩斯〈亞當·斯普林菲爾德（英语：Adam Springfield）〉）

#### 動畫
- 小熊維尼故事書（英语：The Book of Pooh）（凱西〈史蒂芬妮·達布魯佐（英语：Stephanie D'Abruzzo）〉）
  - 新小熊維尼（英语：The New Adventures of Winnie the Pooh）（凱西）
- 救難小福星（小拉鍊、克洛）※新日語配音版。
- 美國鼠譚（英语：Fievel's American Tails）（偉福·奇韋茲〈菲利普·葛拉瑟（英语：Phillip Glasser）〉）
- 大力士（英语：Hercules (1998 TV series)）（女性）
- 米奇與魔豆（神聖豎琴／台詞部分〈安妮塔·戈登（英语：Anita Gordon）〉、露娜·派頓〈露娜·派頓（英语：Luana Patten）〉）※WOWOW版。
- 粉紅豹（電腦、莎拉）
- ReBoot（英语：ReBoot）（麥克風女性、Binome）※富士電視台版。
- 湯姆貓與傑利鼠（湯姆的女朋友）
- 小小湯姆與傑利（托利弗）
- X戰警 (1994年東京電視台版)（螺旋女）

### 廣播節目
- KADOKAWA電波雜誌（日语：KADOKAWA電波マガジン） 岩永哲哉與岡村明美的ASUKA→JAM（TOKYO FM系全國網，1997年10月—1998年）
- BINTANG GARDEN（FM802：2011年4月2日）

### 數位漫畫
- （2012年，草摩樂羅）[注 11]

### 電視劇
- 手機刑警錢形零（第一季第12話：須田伸子）
- 世界奇妙物語 （2015年）—娜美的聲音

### 其它
- 大家的歌（日语：みんなのうた）『人類滅絕之後』
  - NHK來自大家的歌VOL.32 ～～（King Records KICG-146）收錄
- Benesse Corporation（日语：ベネッセコーポレーション） 進研小學講座（日语：進研ゼミ小学講座）
  - （〈井上絆〉）
  - （〈五十嵐花〉）
- 『○○』系列（Kitty）
- 搞笑漫畫日和（Jump Festa版）（烹飪節目來賓）
- Anime Navi-u（日语：アニメ・ナビu）（2011年4月4日，SUN電視台）[注 12]
- 『ONE PIECE』車用衛星導航（日语：カーナビゲーション）（娜美）
- 三麗鷗彩虹樂園內「夢幻時光機器」上映 「ONE PIECE 3D 激走！Trap Coaster」（娜美）
- （商品介紹）
- （旁白）[42]
- 傳奇系列祭2013
- 超級潛入！真實觀測器達人（日语：リアルスコープ）（旁白）
- <NONFIX（日语：NONFIX）>＜W＞（旁白）2015年9月23日（週三）26時50分～27時50分放送（富士電視台）
- I AM 冒險少年（日语：アイ・アム・冒険少年）（旁白）
- 用閱讀和能劇來描繪陰陽師與鬼的世界「幽玄朗讀舞 KANAWA」（鬼女，2021年9月1日、5日（銀座博品館劇場））[43]

## 腳註

## 外部連結
- 岡村明美｜Mausu Promotion （页面存档备份，存于） （日語）
- 岡村明美 （页面存档备份，存于） （日語）－Talen Date Bank
- 岡村明美 （页面存档备份，存于） （日語）－日本藝人名鑑（日语：日本タレント名鑑）
- 日本電影數據庫（JMDb）上岡村明美的資料（日語）
- 岡村明美 （页面存档备份，存于） （日語）－allcinema（日语：allcinema）
- 岡村明美 （页面存档备份，存于） （日語）－KINENOTE
- 岡村明美 （页面存档备份，存于） （日語）－Movie Walker（日语：Movie Walker）
- Akemi Okamura在互联网电影资料库（IMDb）上的資料（英文）
- Akemi Okamura在電影數據庫（TMDb）上的資料 （页面存档备份，存于） （英文）